# Orientierungslauf-Weltmeisterschaften 2017
Die 34. Orientierungslauf-Weltmeisterschaften fanden 2017 in der Gegend von Tartu in Estland statt.
Estland wurde damit erstmals Weltmeisterschaften im Orientierungslauf austragen. 2006 war der Wintersportort Otepää bereits Austragungsort der Orientierungslauf-Europameisterschaften.

## Vergabe
Bis zum 30. Juni 2013 hatten Mitgliedsverbände des Internationalen Orientierungslaufverbandes (IOF) die Möglichkeit, sich um die Ausrichtung der Weltmeisterschaften zu bewerben. Im Oktober 2013 vergab die Versammlung der IOF die Weltmeisterschaften an Estland. Als weitere mögliche Ausrichter wurden die Volksrepublik China, Dänemark und die Vereinigten Staaten gehandelt.